# Kulturlandschaften in Niedersachsen
Zu den Kulturlandschaften in Niedersachsen zählen alle vom Niedersächsischen Landesbetrieb für Wasserwirtschaft, Küsten- und Naturschutz (NLWKN) definierten Kulturlandschaftsräume und historischen Kulturlandschaften in Niedersachsen. Die gewachsene Kulturlandschaft des Landes wird in 42 großräumige Kulturlandschaftsräume gegliedert, die in 75 kleinräumige historische Kulturlandschaften von landesweiter Bedeutung untergliedert sind. Ein besonderer, rechtlich verbindlicher Schutzstatus ist mit der Klassifizierung nicht verbunden.

## Anlass
2014 beschloss der Niedersächsische Landtag die Neuaufstellung des Niedersächsischen Landschaftsprogramms von 1989 und beauftragte damit das Niedersächsische Umweltministerium. Das Landschaftsprogramm dient unter anderem dazu, die im § 2 (2) Nr. 13 Raumordnungsgesetz der Bundesrepublik Deutschland definierten Ziele in der Landesplanung umzusetzen. Dort heißt es „Die geschichtlichen und kulturellen Zusammenhänge sowie die regionale Zusammengehörigkeit sind zu wahren. Die gewachsenen Kulturlandschaften sind in ihren prägenden Merkmalen sowie mit ihren Kultur- und Naturdenkmälern zu erhalten“.

## Entstehung
Mit der Erstellung eines Entwurfs für ein neues niedersächsisches Landschaftsprogramm beauftragte das Niedersächsische Umweltministerium den Niedersächsischen Landesbetrieb für Wasserwirtschaft, Küsten- und Naturschutz (NLWKN). Der 2018 vorlegte Entwurf basiert auf einem Gutachten, dass von einer externen Stelle erstellt wurde. An der Erarbeitung waren unter anderem Naturschutzbehörden, Kommunen und maßgeblich der Niedersächsische Heimatbund (NHB) beteiligt. Dazu wurde die gesamte Landesfläche in 42 großräumige Kulturlandschaftsräume unter Berücksichtigung der natürlichen Gegebenheiten und der unterschiedlichen regionalen Prägungen der Bevölkerung eingeteilt. Die Liste der im Gutachten beschriebenen historischen Kulturlandschaften ist nicht abschließend. Neue Daten wurden für das Gutachten nicht erhoben, sondern es erfolgte ein Rückgriff auf das bisher vorhandene Material. 2018 und 2019 veröffentlichten das NLWKN wie auch der NHB die Ergebnisse des Gutachtens in eigenen Publikationen (siehe unter Literatur).
Im Jahr 2021 wurde das „Niedersächsischen Landschaftsprogramm“ von 2014 fortgeschrieben und der Katalog der Historischen Kulturlandschaften landesweiter Bedeutung auf 75 Positionen erweitert.

## Kulturlandschaftsräume  und historische Kulturlandschaften
| Schlüsselnr. | Kulturlandschaftsraum (grün)                    | Schlüsselnr. | Historische Kulturlandschaft (hell)                                            |
| ------------ | ----------------------------------------------- | ------------ | ------------------------------------------------------------------------------ |
| K 01         | Nordseeinseln und Wattenmeer                    |              |                                                                                |
|              |                                                 | HK 01        | Baltrum Ostdorf                                                                |
| K 02         | Nordseemarschen                                 |              |                                                                                |
|              |                                                 | HK 02        | Geestrand bei Terhalle                                                         |
|              |                                                 | HK 03        | Warftenlandschaft Nordwerdum                                                   |
|              |                                                 | HK 04        | Charlottengroden                                                               |
| K 03         | Ostfriesische Geest- und Fehngebiete            |              |                                                                                |
|              |                                                 | HK 05        | Moorkolonie Neugaude                                                           |
|              |                                                 | HK 06        | Wallheckenlandschaft Upstalsboom                                               |
|              |                                                 | HK 07        | Reepsholt                                                                      |
|              |                                                 | HK 08        | Jheringsfehn                                                                   |
|              |                                                 | HK 09        | Wallheckenlandschaft Holtlande                                                 |
|              |                                                 | HK 10        | Ihrener Stern und Kamm                                                         |
| K 04         | Emsmarschen                                     |              |                                                                                |
| K 05         | Saterland                                       |              |                                                                                |
| K 06         | Oldenburger Geest mit Ammerland                 |              |                                                                                |
| K 07         | Wesermarschen                                   |              |                                                                                |
|              |                                                 | HK 13        | Land Wursten bei Cappel                                                        |
|              |                                                 | HK 15        | Osterstader Marsch                                                             |
|              |                                                 | HK 16        | Moorriem                                                                       |
| K 08         | Elbmarschen                                     |              |                                                                                |
|              |                                                 | HK 21        | Kehdinger Moorgürtel                                                           |
|              |                                                 | HK 22        | Krautsand                                                                      |
|              |                                                 | HK 23        | Altes Land                                                                     |
| K 09         | Elbe-Weser-Gebiet                               |              |                                                                                |
|              |                                                 | HK 12        | Küstengeest bei Sahlenburg                                                     |
|              |                                                 | HK 14        | Hymendorf                                                                      |
|              |                                                 | HK 17        | Geestlandschaft um Meyenburg                                                   |
|              |                                                 | HK 40        | Heidelandschaft Wolfsgrund                                                     |
| K 10         | Hamme-Wümme-Niederung mit Teufelsmoor           |              |                                                                                |
|              |                                                 | HK 18        | St. Jürgensland                                                                |
|              |                                                 | HK 19        | Teufelsmoor und Worpswede                                                      |
|              |                                                 | HK 20        | Findorffsiedlung Augustendorf                                                  |
| K 11         | Elbeniederung                                   |              |                                                                                |
|              |                                                 | HK 26        | Marschhufenlandschaft von Radegast und Hittbergen                              |
|              |                                                 | HK 27        | Elbauenlandschaft um Hitzacker                                                 |
| K 12         | Nordheide                                       |              |                                                                                |
|              |                                                 | HK 24        | Wilseder Berg                                                                  |
|              |                                                 | HK 25        | Pietzmoor                                                                      |
| K 13         | Uelzener Becken                                 |              |                                                                                |
| K 14         | Wendländische Geest, Drawehn                    |              |                                                                                |
|              |                                                 | HK 28        | Rundlingslandschaft bei Lüchow                                                 |
| K 15         | Südheide                                        |              |                                                                                |
|              |                                                 | HK 41        | Böhmetal und Lönsheide                                                         |
| K 16         | Emslandmoore                                    |              |                                                                                |
| K 17         | Emsländische Geest mit Hümmling                 |              |                                                                                |
|              |                                                 | HK 29        | Borkener Paradies                                                              |
|              |                                                 | HK 30        | Clemenswerth                                                                   |
|              |                                                 | HK 31        | Haselünner Kuhweide und Negengehren                                            |
| K 18         | Grafschaft Bentheim                             |              |                                                                                |
| K 19         | Oldenburger Münsterland                         |              |                                                                                |
|              |                                                 | HK 11        | Elisabethfehn                                                                  |
|              |                                                 | HK 33        | Heide an der Thülsfelder Talsperre                                             |
|              |                                                 | HK 34        | Burgwald Dinklage                                                              |
|              |                                                 | HK 35        | Visbeker Mühlen- und Geestlandschaft                                           |
| K 20         | Bersenbrücker Land mit Artland                  |              |                                                                                |
|              |                                                 | HK 32        | Artländer Kulturlandschaft von Klein Mimmelage und Wierup                      |
| K 21         | Wildeshauser und Syker Geest                    |              |                                                                                |
|              |                                                 | HK 36        | Pestruper Gräberfeld                                                           |
| K 22         | Diepholzer Moorniederung mit Dümmer             |              |                                                                                |
|              |                                                 | HK 37        | Renzeler Moor                                                                  |
| K 23         | Nördliches Mindener Land                        |              |                                                                                |
| K 24         | Mittelweser                                     |              |                                                                                |
|              |                                                 | HK 38        | Flussknickmarschenlandschaft bei Lemke                                         |
| K 25         | Allerniederung                                  |              |                                                                                |
|              |                                                 | HK 39        | Verdener Allerauen                                                             |
|              |                                                 | HK 42        | Leine- und Allerniederung                                                      |
|              |                                                 | HK 43        | Meißendorfer Teiche                                                            |
|              |                                                 | HK 44        | Hornbosteler Hutweide                                                          |
|              |                                                 | HK 45        | Fuhseniederung bei Groß Ottenhaus                                              |
|              |                                                 | HK 46        | Drömling                                                                       |
| K 26         | Zentralniedersächsischer Geestrand              |              |                                                                                |
|              |                                                 | HK 49        | Loccumer Klosterlandschaft                                                     |
| K 27         | Schaumburg                                      |              |                                                                                |
|              |                                                 | HK 50        | Schaumburger Hagenhufendörfer                                                  |
|              |                                                 | HK 51        | Bückeberger Abbaulandschaft                                                    |
| K 28         | Calenberger Land                                |              |                                                                                |
| K 29         | Stadtlandschaft Hannover                        |              |                                                                                |
| K 30         | Braunschweig-Hildesheimer Lößbörde              |              |                                                                                |
|              |                                                 | HK 62        | Lange Dreisch und Osterberg                                                    |
| K 31         | Stadtlandschaft Braunschweig                    |              |                                                                                |
| K 32         | Ostbraunschweigisches Hügelland (Niedersachsen) |              |                                                                                |
| K 33         | Osnabrücker Hügelland                           |              |                                                                                |
|              |                                                 | HK 47        | Lechtinger Esch                                                                |
|              |                                                 | HK 48        | Sudenfeld                                                                      |
| K 34         | Westfälisches Tiefland                          |              |                                                                                |
| K 35         | Zentrales Weserbergland                         |              |                                                                                |
|              |                                                 | HK 52        | Burg Schaumburg und Umgebung                                                   |
|              |                                                 | HK 53        | Gröninger Feld                                                                 |
|              |                                                 | HK 54        | Emmertal                                                                       |
|              |                                                 | HK 55        | Rühler Schweiz                                                                 |
|              |                                                 | HK 56        | Burgberg, Amelungsborn und Homburg                                             |
|              |                                                 | HK 57        | Holzbergwiesen                                                                 |
| K 36         | Leinebergland                                   |              |                                                                                |
|              |                                                 | HK 58        | Rüstungskomplex Hils mit Lenner Lager, KZ-Außenlager Holzen                    |
|              |                                                 | HK 59        | Protoindustrielandschaft Hilsmulde mit Spiegelglashütte Grünenplan, Carlshütte |
|              |                                                 | HK 72        | Altendorfer Berg                                                               |
| K 37         | Solling, Bram- und Kaufunger Wald               |              |                                                                                |
|              |                                                 | HK 60        | Hochsolling                                                                    |
|              |                                                 | HK 61        | Reiherbachtal und Nienover mit Schloss Nienover und Stadtwüstung Nienover      |
|              |                                                 | HK 70        | Niemetal mit Kloster Bursfelde                                                 |
|              |                                                 | HK 71        | Hühnerfeld und Steinberg                                                       |
|              |                                                 | HK 73        | Weper, Gladeberg und Aschenburg                                                |
| K 38         | Innerstebergland                                |              |                                                                                |
|              |                                                 | HK 63        | Klosterlandschaft Marienrode                                                   |
|              |                                                 | HK 64        | „Ornamental Farm“ Söder und Derneburg mit Schloss Söder und Schloss Derneburg  |
|              |                                                 | HK 74        | Salzgitter-Höhenzug und Lichtenberge                                           |
| K 39         | Nördliches Harzvorland (Niedersachsen)          |              |                                                                                |
| K 40         | Westharz                                        |              |                                                                                |
|              |                                                 | HK 65        | Rammelsberg mit Erzbergwerk Rammelsberg                                        |
|              |                                                 | HK 66        | Oberharzer Wasserregal und Oberharzer Bergbaulandschaft                        |
|              |                                                 | HK 68        | Harzer Bergwiesen um Zorge                                                     |
|              |                                                 | HK 75        | Harzer Bergwiesen bei St. Andreasberg                                          |
| K 41         | Südwestliches Harzvorland, Gipskarst            |              |                                                                                |
|              |                                                 | HK 67        | Hainholz                                                                       |
|              |                                                 | HK 69        | Walkenrieder Kloster- und Gipskarstlandschaft mit Priorteichen                 |
| K 42         | K42 Untereichsfeld                              |              |                                                                                |